# New York Herald

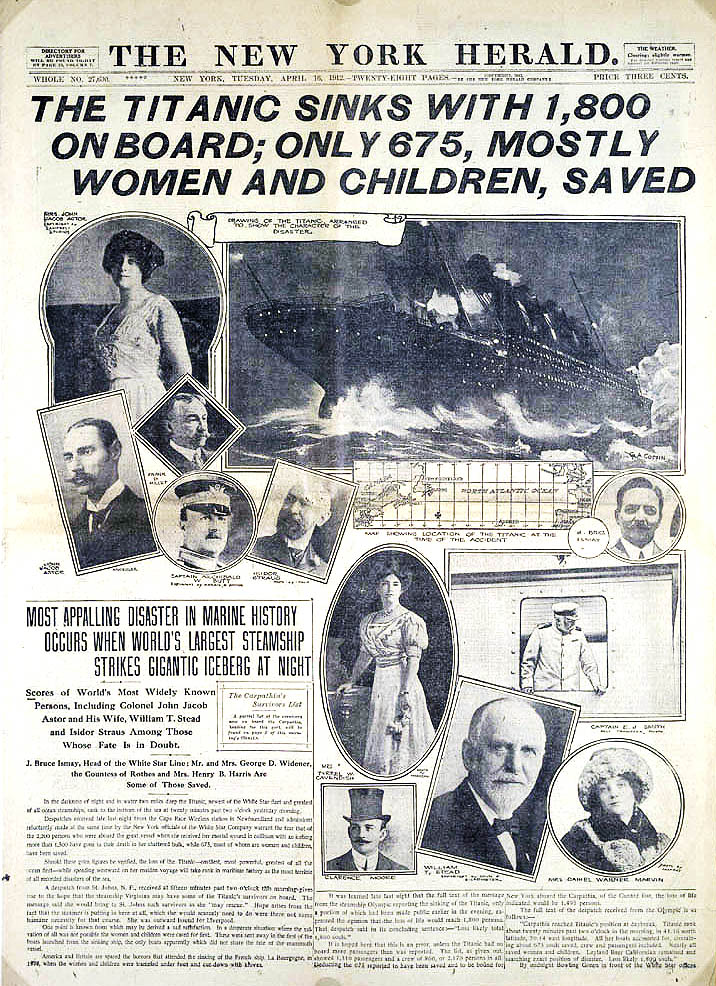
Titelseite des New York Herald zum Untergang der Titanic

Der New York Herald war eine auflagenstarke Zeitung mit Sitz in New York City, die von 1835 bis 1924 existierte.
Die Erstausgabe erschien am 6. Mai 1835 und wurde von James Gordon Bennett senior herausgegeben. Bis 1845 entwickelte sie sich zur beliebtesten und profitabelsten Tageszeitung in den Vereinigten Staaten. Die Zeitung berichtete am 19. August 1848 über die Goldfunde im Westen. Ein Goldrausch entwickelte sich.
Unter James Gordon Bennett junior, dem Sohn des Erstherausgebers, finanzierte die Zeitung Henry Morton Stanleys Expedition nach Afrika, um David Livingstone zu finden. 1879 unterstützte der New York Herald die unter einem schlechten Stern stehende Expedition von George W. DeLong in die Arktis.
Am 4. Oktober 1887 startete Bennett jr. die europäische Ausgabe des New York Herald in Paris. Nach Bennetts Tod ging der New York Herald 1922 im Konkurrenzblatt New York Tribune auf. 1959 wurden die New York Herald Tribune und ihre europäische Ausgabe an John Hay Whitney verkauft, der damals US-Botschafter in Großbritannien war. 1966 wurde die Publikation der New Yorker Ausgabe eingestellt und The Washington Post und The New York Times übernahmen gemeinsam die Kontrolle über die Pariser Ausgabe, die in International Herald Tribune umbenannt wurde. Nachdem die New York Times 2002 100 % der Anteile übernommen hatte, ist der Herald heute weiterhin eine wichtige und einflussreiche englischsprachige Zeitung, die weltweit an 26 Orten gedruckt und in mehr als 180 Ländern verkauft wird.
Der New Yorker Herald Square wurde nach dem New York Herald benannt. Nachdem dort einige Zeit einige Theater angesiedelt waren, ist er heute als Standort des Macy’s-Kaufhauses bekannt. An der Nordseite des Platzes befindet sich ein Denkmal zu Ehren der Bennetts.